# Santino Di Matteo
Mario Santo Di Matteo, detto Santino o Mezzanasca (Altofonte, 7 dicembre 1954), è un ex mafioso e collaboratore di giustizia italiano.

## Biografia
Appartenente alla famiglia di Altofonte, vicina ai Corleonesi, fu uno dei primi affiliati ad abbandonare il clan controllato da Totò Riina. Fu arrestato il 4 giugno 1993, incarcerato a Rebibbia e poi trasferito all'Asinara. Accusato di dieci omicidi mafiosi, decise di collaborare con la giustizia: il 23 novembre dello stesso anno suo figlio Giuseppe, di tredici anni, venne rapito dai boss Leoluca Bagarella, Giovanni Brusca, Giuseppe Graviano e Matteo Messina Denaro per le rivelazioni del padre sulla strage di Capaci e sull'uccisione dell'esattore Ignazio Salvo. Nell'ottobre del 1995 Santino sparisce per trentasei ore dalla sua località segreta e prova a cercare personalmente suo figlio, senza trovarlo. Il ragazzo fu poi strangolato e disciolto nell'acido l'11 gennaio 1996 dopo 779 giorni di prigionia. Fu testimone al processo incentrato sui mandanti della strage di Capaci, di cui fu uno degli artefici anche se non partecipò attivamente all'esecuzione dell'attentato, in cui persero la vita Giovanni Falcone, la moglie Francesca Morvillo ed i tre agenti della scorta Antonio Montinaro, Rocco Dicillo e Vito Schifani. Inizialmente condannato a vent'anni di carcere, venne liberato nel marzo del 2002 e si trasferì nel paese natale di Altofonte.